# Gazanfar Khaligov
 (septembre 2021).
La mise en forme du texte ne suit pas les recommandations de Wikipédia : il faut le « wikifier ».
Les points d'amélioration suivants sont les cas les plus fréquents. Le détail des points à revoir est peut-être précisé sur la page de discussion.
- Les titres sont pré-formatés par le logiciel. Ils ne sont ni en capitales, ni en gras.
- Le texte ne doit pas être écrit en capitales (les noms de famille non plus), ni en gras, ni en italique, ni en « petit »…
- Le gras n'est utilisé que pour surligner le titre de l'article dans l'introduction, une seule fois.
- L'italique est rarement utilisé : mots en langue étrangère, titres d'œuvres, noms de bateaux, etc.
- Les citations ne sont pas en italique mais en corps de texte normal. Elles sont entourées par des guillemets français : « et ».
- Les listes à puces sont à éviter, des paragraphes rédigés étant largement préférés. Les tableaux sont à réserver à la présentation de données structurées (résultats, etc.).
- Les appels de note de bas de page (petits chiffres en exposant, introduits par l'outil «  Source ») sont à placer entre la fin de phrase et le point final[comme ça].
- Les liens internes (vers d'autres articles de Wikipédia) sont à choisir avec parcimonie. Créez des liens vers des articles approfondissant le sujet. Les termes génériques sans rapport avec le sujet sont à éviter, ainsi que les répétitions de liens vers un même terme.
- Les liens externes sont à placer uniquement dans une section « Liens externes », à la fin de l'article. Ces liens sont à choisir avec parcimonie suivant les règles définies. Si un lien sert de source à l'article, son insertion dans le texte est à faire par les notes de bas de page.
- La présentation des références doit suivre les conventions bibliographiques. Il est recommandé d'utiliser les modèles {{Ouvrage}}, {{Chapitre}}, {{Article}}, {{Lien web}} et/ou {{Bibliographie}}. Le mode d'édition visuel peut mettre en forme automatiquement les références.
- Insérer une infobox (cadre d'informations à droite) n'est pas obligatoire pour parachever la mise en page.

Pour une aide détaillée, merci de consulter Aide:Wikification.
Si vous pensez que ces points ont été résolus, vous pouvez retirer ce bandeau et améliorer la mise en forme d'un autre article.
Gazanfar Khaligov (en azéri : Qəzənfər Ələkbər oğlu Xalıqov, né le 12 décembre 1898 à Qobu, Abcheron, en Azerbaïdjan et mort le 1er mars 1981 à Bakou) est un peintre soviétique, Peintre du Peuple de l’Azerbaïdjan.

## Éducation
Gazanfar Khaligov étudie à l’école secondaire Saadat à Bakou et entre à l’École supérieur de la Peinture d’Azerbaïdjan, qu’il termine en 1928. Plus tard il poursuit ses études à Moscou et Leningrad.

## Début de carrière
Au début de sa carrière G. Khaligov dessine des caricatures pour la revue satirique Molla Nasreddin de Djalil Mammadguluzade, ainsi que pour les journaux Jeune employé et Nouveau chemin, les revues Révolution et Culture, Kirpi. 
Dans ses œuvres, G.Khaligov utilise ses connaissances dans le domaine de la conception de livres médiévaux, en témoignent la palette de couleurs, l'ornement délicat, la plasticité générale de l'image, une combinaison très naturelle de motifs et d'images.
Il se consacre à la peinture (Conseil des femmes, 1930) et au graphisme de chevalet, fait les illustrations du poème Narguiz de M. M. Seidzade (1934). Au cours de la même période, l'artiste travaille sur d'autres séries d'illustrations du poème Le chevalier à la peau de panthère de Chota Roustavéli et du recueil de gazelles d'Aliagha Vahid, créé en 1937.

## Années de guerre
Pendant les années de guerre, G. Khaligov travaille dans le genre des affiches politiques, créant plus d'une centaine d'affiches satiriques antifascistes. Il est l’auteur d'affiches de propagande Collecter des objets en cadeau pour l'Armée rouge (1942) et Les travailleurs d'Azerbaïdjan ! Nous voterons pour les meilleurs fils et filles de notre république !(1947).
Les illustrations des œuvres du poète et philosophe azerbaïdjanais Nizami Gandjavi doivent être considérées comme la page la plus brillante de la biographie créative de G. Khaligov. En 1940, l'artiste réalise des illustrations pour l'édition anniversaire des œuvres de Nizami, publiées en 1947.

## Années d'après guerre
Il crée des œuvres d'art mémorables, telles que Khagani Shirvani(1953), Khagani en prison (1954), Mohammad Fuzuli (1958), avec des portraits graphiques réalisés dans la technique du charbon et de l'aquarelle. G.Khaligov a dessiné des illustrations basées sur les intrigues des œuvres de nos poètes et écrivains et a préparé la conception artistique de ses livres.

## Mémoire
Il y a une école secondaire et une rue en l'honneur de G.Khaligov dans le district de Gobu de la région d'Absheron